# Оцука, Хотю
Хотю Оцука (яп. 大塚 芳忠 О:цука Хо:тю:, род. 19 мая 1954 года, префектура Окаяма; при рождении Ёситада Оцука [те же кандзи]) — японский сэйю. Работает в компании Crazy Box.
Наиболее известен по ролям Кяо Мирао из аниме Heavy Metal L-Gaim, Язана Гейбла из Mobile Suit Zeta Gundam, Акиры Сэндо из Slam Dunk, Абуто из Gintama и Дзирайи из «Наруто». На одиннадцатой церемонии Seiyu Awards в 2017 году был награждён как лучший актёр второго плана.

## Роли

### Аниме-сериалы
- Captain Tsubasa (1982) — Макото Сода
- Urusei Yatsura (1982)
- Heavy Metal L-Gaim (1984) — Кяо Мирао
- Mobile Suit Zeta Gundam (1985) — Язан Гейбл
- Dirty Pair (1985) — голос диджея (5 серия)
- High School! Kimengumi (1985) — Нихируда Ё, Кандзэндзи Аи
- Mobile Suit Gundam ZZ (1986) — Язан Гейбл
- Hokuto no Ken (1986) — Ос, Дэвид
- Kikou Senki Dragonar (1987) — Тэпп Осеано
- Transformers: The Headmasters (1987) — Ультра Магнус
- Transformers: Super-God Masterforce (1988) — Рейнджер
- Anpanman (1988) — Кацубусиман
- Transformers: Victory (1989) — Гайхок
- Ranma ½ (1989) — Гиндо
- Slam Dunk (1993) — Акира Сэндо, Норио Хотта
- Yaiba (1993) — Котаро
- Mobile Fighter G Gundam (1994) — Чибоде Крокет
- Евангелион (1995) — Сиро Токита (7 серия)
- Detective Conan (1996) — Кикудзи Бантё, Сётиро Хитоми, Такэхико Хитоми, Кацуо Набэсима
- Cowboy Bebop (1998)
- Покемонn (1998) — Кога
- Kurogane Communication (1998) — Клерик
- Zoids: Chaotic Century (1999) — Гюнтер Прозен
- The Big O (1999) — Джейсон Бек
- Turn A Gundam (1999) — Гавейн Гунни
- Saiyuki (2000)
- Vandread (2000) — Тэммэй Урагасами
- Brigadoon: Marin & Melan (2000) — Мелан Блю
- Kazemakase Tsukikage Ran (2000) — Кодзиро Такагаки (11 серия)
- Нуар (2001) — Кроде Фредди
- Figure 17 (2001) — Исаму Курода
- RahXephon (2002) — Масаёси Куки
- Наруто (2003) — Дзирайя
- Соник Икс (2003) — Рэд Пайн
- Yukikaze (2003) — Карл Гуноу
- Tantei Gakuen Q (2003) — Тайки Ёсинари
- Saiyuki Reload (2003)
- Texhnolyze (2003) — Фуминори Кохагура
- Kino no Tabi (2003) — Рику
- One Piece. Большой куш (2004) — Монтбланк Норланд
- Блич (2004) — Метастазия
- Самурай Чамплу (2004) — Дзёдзи
- Akagi (2005) — торговец группы Кураты (14 серия)
- Кровь+ (2005) — Джордж Миягусуку
- Стальная тревога! Новый рейд (2005) — Гейтс
- SoltyRei (2005) — Хо Тю
- Gallery Fake (2005) — Роджер Уорнер
- 009-1 (2006) — Ноль
- Эрго Прокси (2006) — Прокси Единый
- Coyote Ragtime Show (2006) — Брюс Докли
- Наруто: Ураганные хроники (2007) — Дзирайя
- Souten no Ken (2007) — Чжан Тай-Ян
- Клеймор (2007) — Орсей
- Nodame Cantabile (2007) — Миёси Такэхиро
- Kaibutsu Oujo (2007) — Дракул
- Blue Dragon (2007)
- Волчица и пряности (2008) — Марлхайт
- Soul Eater (2008) — маленький огр
- Kamen no Maid Guy (2008) — золотая рыбка Мияцугути (11 серия)
- Kannagi (2008) — владелец мэйд-кафе (6 серия)
- Gintama (2009) — Абуто
- Saki (2009) — дед Кадзуо Нампо
- Seiken no Blacksmith (2009) — Август Артур
- Shangri-La (2009) — Ми-ко
- Souten Kouro (2009) — Дун Чжо
- Дюрарара!! (2010) — диктор (12,5 серия), Сики (15 серия)
- Arakawa Under the Bridge (2010) — Тору Сирои
- Working!! (2010) — отец Махиру
- Panty & Stocking with Garterbelt (2010) — призрак (4 серия)
- Magic Kaito (2011) — Снейк
- Chuunibyou Demo Koi ga Shitai! (2012) — диктор
- Space Battleship Yamato 2199 (2012) — Сиро Санада
- DokiDoki! PreCure (2013) — Король Дзикотю
- Maoyuu Maou Yuusha (2013) — командир
- Sasami-san@Ganbaranai (2013) — Камиоми Цукуёми
- Kamigami no Asobi (2014) — Зевс Керавн
- Chaos Dragon (2015) — Красный Дракон
- K (2015) — Тэнкэй Ивафунэ
- Нелюдь (2016) — Сато
- 91 Days (2016) — Галассия
- Youjo Senki (2017) — Ханс фон Зетур
- Inazuma Eleven: Orion no Kokuin (2018) — Густав Никольский
- Двуличный братик Урамити (2021) — голос бога

### OVA
- Pero Pero Candy (1985) — Кэн
- Heavy Metal L-Gaim (1986) — Кяо Мирао
- Dead Heat (1987) — Сабуро
- Project A-ko 2: Daitokuji Zaibatsu no Inbou (1987) — Хикари Дайтокудзи
- Project A-Ko: Kanketsu-hen (1989) — Хикари Дайтокудзи
- Shin Captain Tsubasa (1989) — Макото Сода
- Be-Bop-Highschool (1990—1995) — Гатяпин
- ASaTTe DaNCE (1991) — Дайсукэ Икэдзу
- Maps (1994) — Гахха Кала Кала
- Boku no Sexual Harassment (1994—1995) — Ниими
- 3x3 Eyes Seima Densetsu (1995—1996) — Джейк Макдональд (2-3 серии)
- Gunsmith Cats (1995—1996) — Билл Коллинс
- Dinozone (1998) — Дино Стего
- Melty Lancer (1999) — Коллинс Один-семь
- Tokyo Jushoden (1999—2002) — Рокумон Ханава
- Inmu 2 (2001) — Косукэ Сатоми (2 серия)
- Gensomaden Saiyuki: Kibou no Zaika (2002) — Укоку Сандзо
- Hellsing Ultimate (2006) — Тубалкаин Альхамбра (3 серия)
- Saiyuki Reload: Burial (2007) — Укоку Сандзо
- Ajin (2016) — Сато

### Анимационные фильмы
- Kaze no Tani no Nausicaä (1984) — тольмекийский солдат
- Tatakae!! Ramenman (1988) — Пидан
- Detective Conan: Seiki Matsu no Majutsushi (1999) — Рю Сагава
- Alexander Senki (2000) — Клит
- Vampire Hunter D (2000) — Кайл
- Mobile Suit Zeta Gundam -Hoshi wo Tsugu Mono- (2005) — Язан Гейбл
- Mobile Suit Zeta Gundam III — Hoshi no Kodou wa Ai (2006) — Язан Гейбл
- Mobile Suit Zeta Gundam Ⅱ-Koibitotachi- (2006) — Язан Гейбл
- Shin Kyuuseishu Densetsu Hokuto no Ken: Raoh-den Junai no Shou (2006) — Сю
- The Sky Crawlers (2008) — Хонда
- Naruto Shippuuden: Kizuna (2008) — Дзирайя
- Layton Kyouju to Eien no Utahime (2009) — инспектор Клэмп Гровски
- Berserk Ougon Jidai-Hen I: Haou no Tamago (2012) — Лабан
- Berserk Ougon Jidai-Hen II: Doldrey Kouryaku (2012) — Лабан
- One Piece Film Z (2012) — Зефир
- Houkago Midnighters (2012) — Фред
- Uchuu Senkan Yamato 2199 Dai-Isshou Harukanaru Tabidachi (2012) — Сиро Санада
- Uchuu Senkan Yamato 2199: Hoshi-Meguru Hakobune (2014) — Сиро Санада
- Gekijou-ban Tiger & Bunny -The Rising- (2014) — Марк Шнайдер
- THE IDOLM@STER MOVIE: Kagayaki no Mukougawa e! (2014) — президент
- Ajin: Shoudou (2015) — Сато
- Ajin: Shoutotsu (2016) — Сато
- Ajin: Shougeki (2016) — Сато
- Kizumonogatari II: Nekketsu-hen (2016) — Палач
- Uchuu Senkan Yamato 2202: Ai no Senshi-tachi (2017) — Сиро Санада

### Видеоигры
- Bravely Default — Баррас Лер
- Kingdom Hearts Birth by Sleep — Браиг
- Sly 3: Honor Among Thieves — капитан ЛеФуи
- Kid Icarus: Uprising — Повелитель колесницы, Аид
- Metal Gear Solid V: The Phantom Pain — доктор
- Panzer Dragoon Orta — Гэш
- JoJo's Bizarre Adventure: All Star Battle — Хол Хорс
- Naruto Shippuden: Ultimate Ninja Storm 2 — Дзирайя
- JoJo’s Bizarre Adventure — Джозеф Джостар (в молодости)
- Gungrave O.D — Дзюдзи Кабанэ
- Kingdom of Paradise — Лей Гай
- Trauma Center: New Blood — Люк Россо
- Captain Tsubasa — Макото Сода
- Castlevania: Lords of Shadow — Пан
- Metal Gear Solid: Peace Walker — Рамон Галвес Мена / Владимир Задорнов
- Sengoku BASARA: Sanada Yukimura-den — Санада Масаюки
- Toukiden 2 — Сики
- Shin Megami Tensei IV — Таяма
- Tales of Symphonia: Dawn of the New World — Тенебри
- Call of Duty: Black Ops — Виктор Резнов
- Tales of Rebirth — Уолто
- Kingdom Hearts 358/2 Days — Ксигбар
- Kingdom Hearts II — Ксигбар
- Mobile Suit Gundam: Climax U.C. — Язан Гейбл